# Campbell’s Hall of Fame Championships
A  Campbell’s Hall of Fame Championships  korábban  Hall of Fame Championships  minden év júliusában megrendezett tenisztorna az Egyesült Államokban található Newport városában, Rhode Island államban. A versenyt csak férfiak számára rendezik, az ATP 250 Series tornák közé tartozik. A mérkőzéseket füvön játsszák. Az összdíjazása 455 750 dollár. Az első versenyt 1976-ban rendezték meg, jelenleg a tornán 32 egyéni teniszező vehet részt. Érdekessége, hogy ez az egyetlen profi tenisztorna, amelyet fű borításon rendeznek Észak-Amerikában. A verseny neve abból adódik, hogy a teniszlegendáknak állítanak emléket a Newportban található International Tennis Hall of Fame múzeumban.

## Döntők

### Egyéni
| Év   | Győztes            | Ellenfél a döntőben | Eredmény a döntőben |
| ---- | ------------------ | ------------------- | ------------------- |
| 2011 | John Isner         | Olivier Rochus      | 6–3, 7–6(6)         |
| 2010 | Mardy Fish         | Olivier Rochus      | 5–7, 6–3, 6–4       |
| 2009 | Rajeev Ram         | Sam Querrey         | 6–7(3), 7–5, 6–3    |
| 2008 | Fabrice Santoro    | Prakash Amritraj    | 6–3, 7–5            |
| 2007 | Fabrice Santoro    | Nicolas Mahut       | 6–4, 6–4            |
| 2006 | Mark Philippoussis | Justin Gimelstob    | 6–3, 7–5            |
| 2005 | Greg Rusedski      | Vince Spadea        | 7–6(3), 2–6, 6–4    |
| 2004 | Greg Rusedski      | Alexander Popp      | 7–6(5), 7–6(2)      |
| 2003 | Robby Ginepri      | Jürgen Melzer       | 6–4, 6–7(3), 6–1    |
| 2002 | Taylor Dent        | James Blake         | 6–1, 4–6, 6–4       |
| 2001 | Neville Godwin     | Martin Lee          | 6–1, 6–4            |
| 2000 | Peter Wessels      | Jens Knippschild    | 7–6(3), 6–3         |
| 1999 | Chris Woodruff     | Kenneth Carlsen     | 6–7(5), 6–4, 6–4    |
| 1998 | Lijendar Pedzs     | Neville Godwin      | 6–3, 6–2            |
| 1997 | Sargis Sargsian    | Brett Steven        | 7–6(0), 4–6, 7–5    |
| 1996 | Nicolás Pereira    | Grant Stafford      | 4–6, 6–4, 6–4       |
| 1995 | David Prinosil     | David Wheaton       | 7–6(3), 5–7, 6–2    |
| 1994 | David Wheaton      | Todd Woodbridge     | 6–4, 3–6, 7–6(5)    |
| 1993 | Greg Rusedski      | Javier Frana        | 7–5, 6–7(7), 7–6(5) |
| 1992 | Bryan Shelton      | Alex Antonitsch     | 6–4, 6–4            |
| 1991 | Bryan Shelton      | Javier Frana        | 3–6, 6–4, 6–4       |
| 1990 | Pieter Aldrich     | Darren Cahill       | 7–6, 1–6, 6–1       |
| 1989 | Jim Pugh           | Peter Lundgren      | 6–4, 4–6, 6–2       |
| 1988 | Wally Masur        | Brad Drewett        | 6–2, 6–1            |
| 1987 | Dan Goldie         | Sammy Giammalva Jr. | 6–7, 6–4, 6–4       |
| 1986 | Bill Scanlon       | Tim Wilkison        | 7–5, 6–4            |
| 1985 | Tom Gullikson      | John Sadri          | 6–3, 7–5            |
| 1984 | Vidzsaj Amritrádzs | Tim Mayotte         | 3–6, 6–4, 6–4       |
| 1983 | John Fitzgerald    | Scott Davis         | 2–6, 6–1, 6–3       |
| 1982 | Hank Pfister       | Mike Estep          | 6–1, 7–5            |
| 1981 | Johan Kriek        | Hank Pfister        | 3–6, 6–3, 7–5       |
| 1980 | Vidzsaj Amritrádzs | Andrew Pattison     | 6–1, 5–7, 6–3       |
| 1979 | Brian Teacher      | Stan Smith          | 1–6, 6–3, 6–4       |
| 1978 | Bernard Mitton     | John James          | 6–1, 3–6, 7–6       |
| 1977 | Tim Gullikson      | Hank Pfister        | 6–4, 6–4, 5–7, 6–2  |
| 1976 | Vidzsaj Amritrádzs | Brian Teacher       | 6–3, 4–6, 6–3, 6–1  |

### Páros
| Év   | Győztes                            | Ellenfél a döntőben                  | Eredmény a döntőben    |
| ---- | ---------------------------------- | ------------------------------------ | ---------------------- |
| 2011 | Matthew Ebden Ryan Harrison        | Johan Brunström Adil Shamasdin       | 4–6, 6–3, [10–5]       |
| 2010 | Carsten Ball Chris Guccione        | Santiago González Travis Rettenmaier | 6–3, 6–4               |
| 2009 | Jordan Kerr Rajeev Ram             | Michael Kohlmann Rogier Wassen       | 6–7(6), 7–6(7), [10–6] |
| 2008 | Mardy Fish John Isner              | Rohan Bopanna Iszámul-Hak Kuraisi    | 6–4, 7–6(1)            |
| 2007 | Jordan Kerr Jim Thomas             | Nathan Healey Igor Kunyicin          | 6–3, 7–5               |
| 2006 | Robert Kendrick Jürgen Melzer      | Jeff Coetzee Justin Gimelstob        | 7–6(3), 6–0            |
| 2005 | Jordan Kerr Jim Thomas             | Graydon Oliver Travis Parrott        | 7–6(5), 7–6(5)         |
| 2004 | Jordan Kerr Jim Thomas             | Gregory Carraz Nicolas Mahut         | 6–3, 6–7(5), 6–3       |
| 2003 | Jordan Kerr David Macpherson       | Julian Knowle Jürgen Melzer          | 7–6(4), 6–3            |
| 2002 | Bob Bryan Mike Bryan               | Jürgen Melzer Alexander Popp         | 7–5, 6–3               |
| 2001 | Bob Bryan Mike Bryan               | André Sá Glenn Weiner                | 6–3, 7–5               |
| 2000 | Jonathan Erlich Harel Levy         | Kyle Spencer Mitch Sprengelmeyer     | 7–6(2), 7–5            |
| 1999 | Wayne Arthurs Lijendar Pedzs       | Sargis Sargsian Chris Woodruff       | 6–7, 7–6, 6–3          |
| 1998 | Doug Flach Sandon Stolle           | Scott Draper Jason Stoltenberg       | 6–2, 4–6, 7–6          |
| 1997 | Justin Gimelstob Brett Steven      | Kent Kinnear Aleksandar Kitinov      | 6–3, 6–4               |
| 1996 | Marius Barnard Piet Norval         | Paul Kilderry Michael Tebbutt        | 6–7, 6–4, 6–4          |
| 1995 | Joern Renzenbrink Markus Zoecke    | Paul Kilderry Nuno Marques           | 6–1, 6–2               |
| 1994 | Alex Antonitsch Greg Rusedski      | Kent Kinnear David Wheaton           | 6–4, 3–6, 6–4          |
| 1993 | Javier Frana Christo van Rensburg  | Byron Black Jim Pugh                 | 4–6, 6–1, 7–6          |
| 1992 | Royce Deppe David Rikl             | Paul Annacone David Wheaton          | 6–4, 6–4               |
| 1991 | Gianluca Pozzi Brett Steven        | Javier Frana Bruce Steel             | 6–4, 6–4               |
| 1990 | Darren Cahill Mark Kratzmann       | Todd Nelson Bryan Shelton            | 7–6, 6–2               |
| 1989 | Patrick Galbraith Brian Garrow     | Neil Broad Stefan Kruger             | 2–6, 7–5, 6–3          |
| 1988 | Kelly Jones Peter Lundgren         | Scott Davis Dan Goldie               | 6–3, 7–6               |
| 1987 | Dan Goldie Larry Scott             | Chip Hooper Mike Leach               | 1–6, 6–3, 7–5          |
| 1986 | Vidzsaj Amritrádzs Tim Wilkison    | Eddie Edwards Francisco González     | 4–6, 7–5, 7–6          |
| 1985 | Peter Doohan Sammy Giammalva Jr.   | Paul Annacone Christo Van Rensburg   | 6–1, 6–3               |
| 1984 | David Graham Laurie Warder         | Ken Flach Robert Seguso              | 6–4, 7–6               |
| 1983 | Vidzsaj Amritrádzs John Fitzgerald | Tim Gullikson Tom Gullikson          | 6–3, 6–4               |
| 1982 | Andy Andrews John Sadri            | Syd Ball Rod Frawley                 | 3–6, 7–6, 7–5          |
| 1981 | Brad Drewett Erik Van Dillen       | Kevin Curren Billy Martin            | 6–2, 6–4               |
| 1980 | Andrew Pattison Butch Walts        | Fritz Buehning Peter Rennert         | 7–6, 6–4               |
| 1979 | Bob Lutz Stan Smith                | John James Chris Kachel              | 6–4, 7–6               |
| 1978 | Tim Gullikson Tom Gullikson        | Colin Dibley Bob Giltinan            | 6–4, 6–4               |
| 1977 | Ismail El Shafei Brian Fairlie     | Tim Gullikson Tom Gullikson          | 6–7, 6–3, 7–6          |